# Sūlī Maḩalleh
Sūlī Maḩalleh (persiska: سولی محله, Sūlī Maḩalleh-ye Ḩavīq) är en ort i Iran.   Den ligger i provinsen Gilan, i den nordvästra delen av landet, 400 km nordväst om huvudstaden Teheran. Antalet invånare är 465.
Terrängen runt Sūlī Maḩalleh är varierad.  Närmaste större samhälle är Chūbar, 2,9 km norr om Sūlī Maḩalleh. 